# Kushari

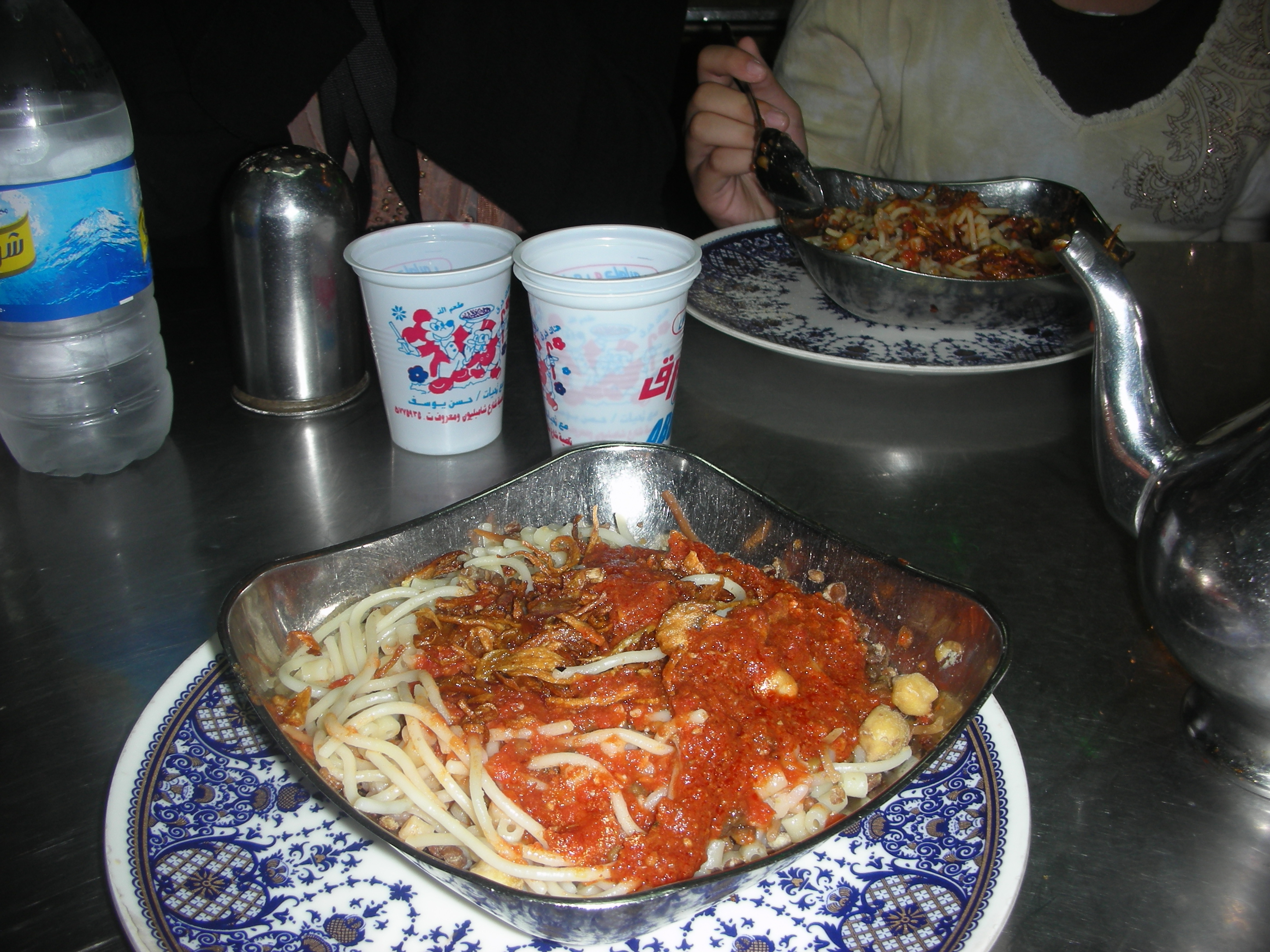
Kushari servido en un restaurante del Cairo Egipto.

Kushari o koshary (árabe egipcio: كشرى; translit: kusharī) es un plato popular y muy tradicional de la cocina egipcia, su popularidad entre la población le eleva a la categoría de plato nacional de Egipto. El Kushari suele servirse en los restaurantes egipcios. No obstante este plato se elabora en otras regiones de Oriente Medio con otros nombres: mjadarah en Palestina, en Siria mudardara, etc.

## Características
El plato consta de una base de arroz, lentejas negras, garbanzos, macarrones, y cubierto de ajo y vinagre todo ello mezclado con una salsa de tomate especiada. A veces se decora con pequeñas piezas de cebolla frita que se suelen considerar un extra a la composición del plato. A menudo se le añade carne (shawarma) como un acompañamiento extra, pero el kushari se entiende principalmente como un plato vegetariano, a veces muy relacionado con la comida fast-food que se sirve en los restaurantes, junto con el ta'amiyya/faláfel. Los pequeños restaurantes no sirven por regla general ni kushari ni ta'amiyya, mientras que los grandes (a menudo grandes cadenas de restaurantes) ofrecen ambos.
El Kushari es uno de los platos más comunes en Egipto. Es muy probable que todos los egipcios hayan comido kushari al menos una vez en la vida (dicho popular). Entre los turistas es también popular debido a que (exceptuando la salsa de tomate picante) se considera un alimento básico adecuado a los estómagos de los visitantes en general. Junto con el kushari se suelen servir bebidas (generalmente refrescos), el acompañamiento final al kushari es por regla general un pudding de arroz (árabe egipcio: رز باللبن, ruzz bil-laban; literalmente "arroz con leche"). Servido en Iftar, el kushari está disponible también en restaurantes, algunos de ellos especializados en la elaboración de este plato.

## Variantes y origen
El kushari es un plato de origen persa que fue muy conocido en la Edad Media. en la Palestina este plato es muy popular y en los periodos de conflicto se consume con más frecuencia. Sus ingredientes básicos coinciden con los que proporciona la ONU: arroz y lentejas. Es un plato tan humilde que un anfitrión árabe nunca lo ofrecerá: sería considerado un insulto, a no ser que el invitado lo solicite, lo que viene ser signo de mutua confianza. Una variante conocida en la Magreb es el 'salatet ruzz wa adas'.